# Манол Генов
Манол Трифонов Генов е български икономист и политик от БСП – Обединена левица. Народен представител от коалиция „БСП – Обединена левица в XLIII, XLIV, XLV, XLVI, XLVII, XLVIII, L и LI народно събрание . Бил е заместник-председател на ПГ на „БСП - ОБЕДИНЕНА ЛЕВИЦА” в настоящото 51-во Народно събрание и председател на Временната комисия за установяване на всички факти и обстоятелства относно проблемите с безводието в страната. Като народен представител е бил член на Комисията по околната среда и водите, 4 пъти е неин заместник-председател, като в периода 2021-2022 г. е неин председател.. Бил е управител на ВиК в Пловдив, зам.-кмет, общински съветник и председател на БСП в Асеновград. Той е член на НС на БСП. От края на юни 2019 г. е член на Изпълнителното бюро на БСП..След  лошия  резултат  на  партията  на  парламентарните  избори  през  пролетта  на  2021 подава  оставка  от  ИБ на БСП . От началото на 2025 г. е и министър на околната среда и водите в правителството на Росен Желязков.

## Биография
Манол Генов е роден на 14 юни 1960 г. в град Асеновград, Народна република България. Завършва руска езикова гимназия в Пловдив, а след това специалност „Руска филология“ в ПУ „Паисий Хилендарски“. Има следдипломна квалификация по „Икономика на международния туризъм“ и втора магистратура „Организация и управление на бизнеса“.
През 2017 г. прокуратурата на България разследва Манол Генов за купуване на гласове на изминалите парламентарни избори през 2017 г., с което се иска сваляне на имунитета му като народен представител. Разследван е също и за подбудителство на главния архитект на Асеновград да даде разрешение за строеж в защитена зона. През 2019 г. е оправдан напълно още на първа инстанция и прокуратурата откаэва да протестира това решение.Осъжда  българската  прокуратура  за воденото  срещу  него  дело.На  парламентарните  избори през есента на 2024 г. е  избран  за  народен  представител .
На 16 януари 2025 г. е избран за министър на околната среда и водите в кабинета „Желязков“.